# Hasvik
Hasvik è un comune norvegese della contea di Finnmark, situato sull'isola di Sørøya, la quarta isola più grande della Norvegia (escluso l'arcipelago delle Svalbard). Un aeroporto collega il comune alle città di Tromsø ed Hammerfest, mentre è possibile raggiungere il posto con la propria automobile tramite il traghetto da Øksfjord.
Separatosi dal comune di Loppa il 1º gennaio 1858, Hasvik si trova oggi a fronteggiare un costante declino demografico dovuto ai problemi della locale industria della pesca.

## Nome
La forma norrena del nome era probabilmente Hásvik. La prima parte del nome sarebbe così la declinazione genitiva del nome del Monte Hár (oggi noto come Håen), mentre la seconda sarebbe vík, insenatura.

## Stemma
Lo stemma è di origini recenti, risalente al 1984. Raffigura un gabbiano.

## Fauna
Il comune di Hasvik può vantare diverse colonie di uccelli marini, tra le quali è nota quella di Andotten, dove è possibile trovare numerosi esemplari di gabbiano tridattilo e di gazza marina.